# Tillie Walden
Tillie Walden (1996) és una autora de còmic estatunidenca. El 2018 es va donar a conèixer internacionalment amb la novel·la gràfica Spinning, la qual va guanyar el Premi Eisner a la millor obra basada en fets reals, convertint-la en una de les autores més joves guanyadores d'un Eisner.
A Espanya, Spinning fou publicat el 2017 per l'editorial La Cúpula amb el títol Piruetas. El 2018 l'obra va competir pel premi a la millor obra estrangera del 36è Saló del Còmic de Barcelona.

## Joventut
Tillie Walden va créixer a Nova Jersey i Austin (Texas). La seva infància va estar marcada per la mudança de Nova Jersey cap a Texas, seguint la carrera de patinadora de gel professional.
Fou batejada amb el nom de la seva àvia del costat patern, una artista que va morir abans que ella neixés. El seu primer còmic, en blanc i negre, tractava el va dedicar a ella malgrat no haver-la conegut mai.
Fou un taller impartit per Scott McCloud que la va inspirar definitivament a dibuixar còmics, en una època en la qual cada cop se sentia més avorrida per les Belles arts.
Durant la seva joventut, Walden fou una gran lectora de manga, fet que la va influir molt en el seu estil, prestant més atenció a la línia que no pas a la forma o el color. L'autor de manga que més la va influenciar fou Yoshihiro Togashi, creador de Hunter x Hunter. Declarava a més en una entrevista que «Studio Ghibli ha marcat completament el meu vocabulari visual i la meva manera de pensar sobre les històries». Així mateix, l'estil de Walden està també influenciat per Fun Home d'Alison Bechdel, Blanckets de Craig Thompson i Stitches de David Petit.
Walden va començar publicar els seus còmics i dibuixos a la seva pàgina web, fins que el seu talent fou descobert per l'editorial britànica Avery Hill Publishing, mentre encara estudiava a l'institut. Fou aquesta editorial que va pbulicar-li la seva primera novel·la gràfica, The End of Summer.

## Carrera
La novel·la gràfica amb la qual Walden va debutar, The End of Summer, fou publicada per l'editorial Avery Turó el 2015. El còmic és relatat per Lars, un noi poruc que viu en un palau fantàstic i té un gat gegant anomenat Nemo. En una entrevista amb Paul Gravett, Walden va dedicar aquesta obra al seu germà de bessó John. Va definir el caràcter dels principals protagonistes com una mescla de la personalitat d'ella i el seu germà. Amb The End of Summer, Walden va guanyar un premi Ignatz el 2019.
La seva segona novel·la gràfica, I Love This Part, fou publicada per l'editorial Avery Hill el 2015 i tracta sobre dues noies adolescents que s'enamoren. Amb aquesta obra, el 2016 va guanyar un nou premi Ignatz, al talent prometedor. Addicionalment, el 2016 l'obra va obtenir una nominació als Premis Eisner.
La tercera novel·la gràfica de Walden, A City Inside, fou publicat per Avery Hill el 2016. L'obra fou guanyadora del premi Broken Frontier al millor còmic.
Spinning fou la primera novel·la gràfica de caràcter biogràfic de Walden, sobre els seus anys com a patinadora de gel. L'obra fou publicada el 2017 per l'editorial First Second Book. Originàriament, Spinning havia sorgit com a treball de tesi pel Centre per Cartoon Estudis (CCS) en el seu segon any d'estudi a aquesta institució. El 2018 Spinnig va guanyar Premi Eisner a la millor obra basada en fets reals, convertint a Walden en un dels guanyadors més joves d'un Premi Eisner, amb només 22 anys.
El 2017 la web còmic de ciència-ficció On a Sunbeam' fou nominada a un Premi Eisner per a la millor publicació digital. Posteriorment, el webcomic va ser adaptat en format novel·la gràfica i publicada el 2018 per l'editorial First Second Books. Es tracta de la primera novel·la gràfica de ciència-ficció de l'autora. El 2018, l'obra va guanyar el premis Los Angeles Times Book.
El 2019, Walden va publicar Are you listening?, novament editat per First Second Books. Aquesta obra li va valer a Walden un nou Premi Eisner.

## Vida personal
Walden és conscient de la seva condició de lesbiana des de l'edat de 5 anys. Abans de la seva sortida de l'armari evitava incloure personatges homosexuals a les seves històries, tement que seria incapaç de poder dibuixar personatges gays d'una manera honesta si ella mateixa no s'havia atrevit a declarar-se obertament gay.
Walden ha parlat de la gran influència que ha exercit el seu pare en la seva orientació professional en el món dels còmics. En una entrevista declarava que «el meu pare ha estat la persona al darrere de la cortina en la meva carrera com a autora de còmics. En vaig ser conscient quan em vaig adonar que sempre havia estat a tot arreu».
Walden es va llicenciar al Center for Caarton Studies.